# Списък на побратимени градове на Кипър
Тази статия е списък на побратимените градове на градовете в Кипър.

### Никозия
- Абу Даби, ОАЕ от 2004 г.
- Атина, Гърция от 28 юни 1988
- Вършец, България
- Одеса, Украйна
- Бейрут, Ливан
- Шверин, Германия от 1974 г.
- Шираз, Иран от 1999 г.
- Букурещ, Румъния от 2004 г.
- Шанхай, КНР от 2004 г.

### Лимасол
- Вършец, България

### Ларнака
- Поти, Грузия '1987)
- Херингей (Haringey), Лондон, Великобритания (1987)
- Глифада, Гърция (1988)
- Аячо, Корсика, Франция (1989)
- Братислава, Словакия (1989)
- Лариса, Гърция (1990)
- Новосибирск, Русия (1993)
- Сегед, Унгария (1993)
- Саранда, Албания (1994)
- Пирея, Гърция (1995)
- Лерос, Гърция (2000)
- Elioupolis, Гърция (2000)
- Мериквъл (Marrickville), Сидни, Нов Южен Уелс, Австралия (2007)

### Фамагуста
- Адана, Турция
- Измир, Турция
- Таганрог, Русия